# Аль-Фадль ибн ан-Наубахт
Абу́ Сахль аль-Фадль ибн Науба́хт (араб. أبو سهل الفضل بن نوبخت‎; ум. 818) — персидский учёный VIII века при багдадском халифе Харуне ар-Рашиде.

## Биография
Аль-Фадль был сыном известного астролога при дворе халифа Наубахта (ум. ок. 777). После смерти отца он занял место придворного астролога и переводчика. Аль-Фадль был назначен халифом в качестве главного библиотекаря Хизанат аль-хикма («Хранилище мудрости»), который позже стал известен как Дом мудрости.
Написал астрологические трактаты, и перевёл греческие книги по астрологии. Перевёл на арабский язык астрологические манускрипты Тевкра Вавилонянина и римлянина Веттия Валента, которые были переведены на среднеперсидский язык. Подобные переводы имели очень большое значение для развития науки в Аббасидском халифате.
Прожил около 80 лет, пережив семь халифов. Умер в 818 при халифе аль-Мамуне.